# Лоренс (Јужна Каролина)
Лоренс (енгл. Laurens) град је у америчкој савезној држави Јужна Каролина.

## Демографија
По попису из 2010. године број становника је 9.139, што је 777 (-7,8%) становника мање него 2000. године.
| Група             | 2000.         | 2010.         |
| Белци             | 5.281 (53,3%) | 4.587 (50,2%) |
| Афроамериканци    | 4.320 (43,6%) | 3.916 (42,8%) |
| Азијати           | 16 (0,2%)     | 27 (0,3%)     |
| Хиспаноамериканци | 240 (2,4%)    | 524 (5,7%)    |
| Укупно            | 9.916         | 9.139         |